# Jassans-Riottier
Jassans-Riottier is een gemeente in het Franse departement Ain (regio Auvergne-Rhône-Alpes). De gemeente telde 6.315 inwoners op 1 januari 2022.
In de middeleeuwen werd er in Riottier tol geheven op het scheepvaartverkeer.

## Geografie
De oppervlakte van Jassans-Riottier bedroeg op 1 januari 2022 4,81 vierkante kilometer; de bevolkingsdichtheid was toen 1.312,9 inwoners per km². De gemeente ligt op de linkeroever van de Saône.
De onderstaande kaart toont de ligging van Jassans-Riottier met de belangrijkste infrastructuur en aangrenzende gemeenten.

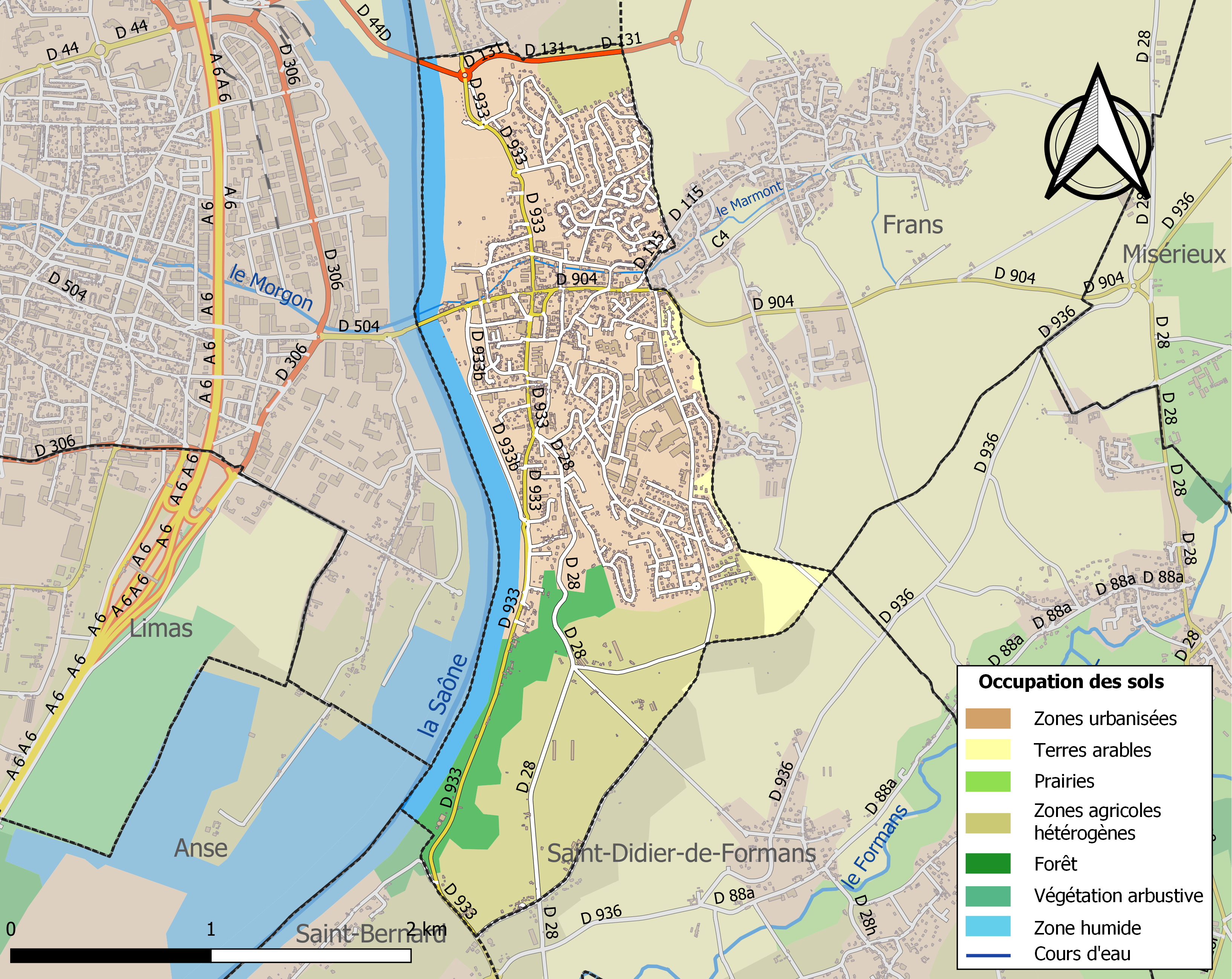

## Demografie
Onderstaande figuur toont het verloop van het inwoneraantal van Jassans-Riottier vanaf 1962. De cijfers zijn afkomstig van het Frans bureau voor statistiek en bevatten geen dubbel getelde personen (volgens de gehanteerde definitie population sans doubles comptes).
Vanwege een beveiligingsprobleem met de MediaWiki Graph-software is het momenteel niet mogelijk deze grafiek weer te geven. Zodra de software is bijgewerkt zal de grafiek vanzelf weer zichtbaar worden.